# 아브라함 평원 전투
아브라함 평원 전투(Battle of the Plains of Abraham) 또는 퀘벡 전투(Battle of Quebec, 프랑스어: Bataille des Plaines d' Abraham, Premiere bataille de Quebec)는 7년 전쟁(북미에서는 프렌치 인디언 전쟁)의 중추가 되는 전투이다. 1759년 9월 13일에 퀘벡 요새 밖에 있는 아브라함 평원에서 영국 육해군과 프랑스 육군의 사이에서 벌어진 전투이다. 원래 이곳은 아브라함 마틴이라는 농민이 땅을 소유하고 있었고, 이 전투의 이름의 유래가 된 것이다. 이 전투는 양군 모두 1만명 미만의 부대가 투입되었지만, 이후 캐나다의 형성에 영향을 미쳤고, 누벨프랑스의 운명을 결정지었다는 점에서 북아메리카에서 벌어진 영국과 프랑스 두 나라의 전쟁에서 최대 고비가 되었다.
3개월에 걸친 영국의 포위 작전에서 정점이라고 할 수 있는 이 전투는 약 1시간 정도 지속되었다. 제임스 울프 장군이 이끄는 영국 부대는 루이 조제프 드 몽칼름 휘하의 프랑스 부대, 그리고 캐나다 (누벨프랑스)의 민병대에 효율적으로 맞섰다. 그 전술은 유럽의 큰 전쟁에서 사용되는 표준 군사 작전에 대항하여 매우 효과적인 것으로 입증된 새로운 전술이었다.
이미 전투가 벌어진 시점에 프랑스군과 캐나다 민병대는 가까운 거리에서 영국군의 끊임없는 집중 사격을 받아 상당한 압력을 받고 있었다. 이 전투에서 양측 지휘관 모두 치명상을 입고 울프는 전투가 벌어진 지 불과 몇 분 뒤에 총상을 입고 사망했다. 그리고 몽칼름 또한 하복부에 총알을 맞아 다음날 아침 사망했다. 전투가 끝난 후 프랑스인들은 도시에서 떠났다. 캐나다와 나머지 북미 지역에 남아 있는 군대도 영국군에 대한 압박이 가중되었다.
프랑스는 파리 조약으로 북미 동부 대부분을 영국에 양도했다. 영국군의 결정적인 성공과 이후 퀘벡의 점령은 영국의 기적의 한 해로 알려지게 되었다.

## 보포르 전투

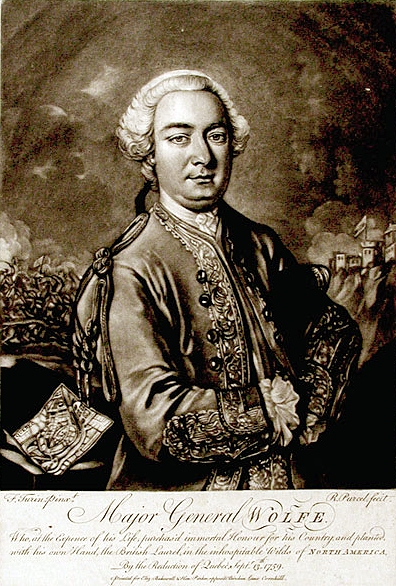
1776경, 울프의 초상

7년 전쟁 기간 후반인 1758년부터 1759년에 걸쳐, 북아메리카 북동부의 프랑스군과 프랑스 식민지가 영국군의 새로운 전력 앞에 굴복해 갔다. 1758년 카리용 전투에서 패퇴한 이후, 영국군은 8월에 루이부르 포위를 감행하여, 캐나다 대서양 연안을 영국의 손에 넣었으며, 퀘벡에 대한 공격의 거점이 되는 해로를 열었다. 같은 8월에 프롱트낵 요새가 영국군의 손에 떨어지고, 오하이오 계곡에 행군 중인 프랑스 보급 부대가 희생되었다. 프랑스와 동맹을 맺은 일부 인디언 부족들이 영국과 강화를 맺자, 프랑스는 부대를 철수할 수밖에 없었다. 프랑스의 지도부, 특히 총독 드 보르레이유와 몽칼름 장군은 영국군의 성공으로 불화를 했다. 그러나 퀘벡은 영국군이 1759년 세 방면의 공격을 준비했음에도 불구하고 여전히 자신들을 방어할 수 있었다. 제임스 울프는 12,000명의 병력을 이끌기를 기대했지만, 그가 맡은 병력은 약 400명의 장교와 7,000명의 정규군, 300명의 포병이었다. 울프의 부대는 찰스 손더스 제독이 이끄는 함대 49척의 배와 140척의 소형 선박 함대의 지원을 받았다.

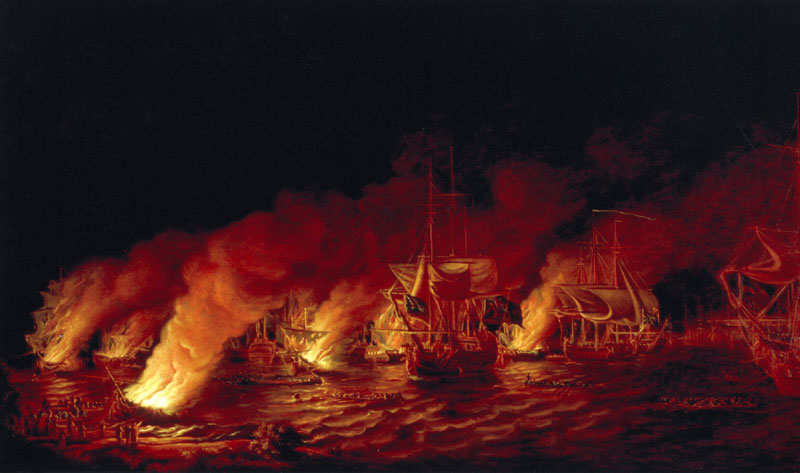
영국군의 진격을 막기 위해 하류로 화선을 내려보내는 프랑스군, 도미닉 세레스 作

함대가 퀘벡에 접근하기 위한 준비로서 제임스 쿡이 트래버스라고 불리는 위험한 수로를 포함하여 세인트로렌스강 측량에 들어갔다. 쿡의 배는 수로를 조사하고, 함대를 안내하면서 강을 거슬러 올라온 최초의 배들 중 하나였다. 결국 울프와 그의 병력들은 6월 28일에 오를레앙 섬에 상륙했다. 프랑스군은 7척의 화선을 하류로 보내 상륙을 방해하려고 했지만, 배는 너무 빨리 불타버렸고, 롱보트를 탄 영국 선원들은 함대로 다가오는 불 붙은 배를 제거할 수 있었다. 다음날 울프 부대는 퀘벡에서 강을 똑바로 건너 세인트 로렌스 강 남쪽 강둑의 포인트 레비에 상륙했다. 7월 초에는 그곳에 포대가 세워졌다. 그 포대에서 퀘벡의 로어 타운이 포격 사정거리에 들어왔다.
지도부 사이에서는 패배주의적인 분위기가 감돌고 있었지만, 프랑스 정규군 부대와 캐나다 민병대는 영국군이 보포르를 공격할 것에 대비해 준비에 초점을 맞추고 있었다. 몽칼름과 참모인 프랑수아 가스통 드 레비 소장, 루이 앙투안 드 부갱빌 대령, 그리고 세네제르그 중령은 12,000명의 부대를 세인트로렌스강에서 몽모랑시 폭포까지 강의 여울을 따라 영국군의 상륙 표적이 되었던 곳에 9km의 길이에 걸쳐 있는 요새와 포대에 배치했다. 영국군이 도착하기 전에, 소규모 보급선 함대가 필요한 많은 보급품을 싣고 퀘벡에 도착했다. 500명의 증원군과 함께 이들 보급품은 길어진 포위망 뒤에 있을 예정이었다.

초기의 영국군 상륙, 포인트 레비, 8월 31일 실패한 공격

보포르 마을을 정찰하던 울프는 그곳의 가옥이 바리케이드로 사용되며, 내부에서 머스킷을 발사할 수 있도록 만들어진 것을 발견했다. 그 가옥들은 길을 따라 연결된 선으로 만들어져 있었고, 단단한 장벽을 제공했던 것이다. 또한, 몽모랑시 강을 따라 무성하게 자란 나무는 차단막을 형성하여 그쪽으로 접근하는 경로를 위험하게 만들었다. 7월 31일, 울프 부대가 해안 북부로 최초로 상륙하려고 시도하면서 보포르 전투 또는 몽모랑시 전투가 시작되었다. 빗발치는 포격 지원을 받는 약 3,500명의 부대가 상륙을 시도했지만, 강 여울에서 집중 사격을 받아야 했다. 강변에 도달한 루이스부르 척탄병 부대는 프랑스 초소를 향해 일반적으로 훈련받지 못한 진격을 시도했지만, 집중 사격을 받았으며, 폭풍으로 인해 전투는 중단되었고, 울프는 450명의 사상자를 낸 뒤 퇴각했고, 몽칼름도 60명의 사상자가 났다.
프랑스 장교 중 일부는 몽모랑시의 패배가 영국에게 마지막 공격이 될 것이라고 생각했다. 보드레이유 이후 “나는 퀘벡을 더 이상 걱정하지 않았다. 확신컨대, 울프는 전진해 들어오지 못할 것이다... 그는 최정예 군인 500여명을 잃은 것에 만족해 것이다”라고 쓰고 있다. 보드레이유는 며칠 이내로 새로운 공격이 있을 것이라고 예언했다. 프랑스 진지의 다른 장교는 공세가 끝났다고 생각했다.
이 전투가 끝난 후 몽칼름의 수비 전술로 인해 울프의 관점은 달라졌다. 울프 부대는 미 육군 레인저 부대과 함께 공격을 했고, 세인트 로렌스 강을 따라 세워졌던 소규모 프랑스 주거지를 공격하고 파괴했다. 약 1,400 채의 석조 주택과 장원이 파괴되고, 많은 식민지 정착민이 희생되었다. 이러한 공격은 아마도 몽칼름의 군대를 요새에서 끌어내려는 시도였겠지만, 실패로 돌아갔다. 그러나 이 공격으로 인해 프랑스군에 지원될 수도 있는 보급품 분량을 확실히 감소시켰고, 특히 영국 해군은 세인트 로렌스 강을 완전히 통제하지는 못했지만, 프랑스 측의 항구를 성공적으로 봉쇄하고 있었다.

## 준비

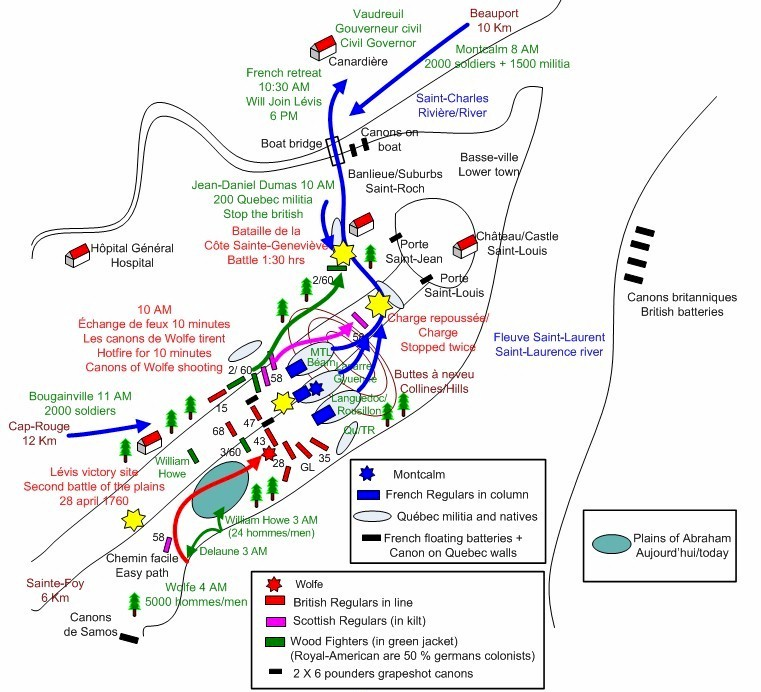
아브라함 평원 전투

여름 포위 공격을 하는 내내 영국군 막사에서는 질병이 유행했다. 8월에는 울프도 앓아눕게 되었고, 그렇지 않아도 낮았던 영국군의 사기는 더욱 떨어졌다. 너무 많은 병력이 병원 신세를 지고 있었기 때문에, 영국군의 전투 병력을 격감했으며, 울프 자신도 9월 말까지 새로운 공격을 해야 한다고 느끼고 있었다. 그렇지 않으면 영국군은 기회를 상실할 수도 있었다. 게다가 몽칼름 수비 태세는 계속 탄탄해지고 있었다. 울프는 어머니에게 보낸 편지에서 다음과 같이 썼다. “몽칼름 후작은 나쁜 대병력을 이끄는 대장이며, 저는 그저 그놈과 싸우는 것 외에 아무 것도 바라지 않는 소규모의 병력을 가진 착한 병사들의 대장입니다. 하지만 그 조심스럽고, 노련한 친구는 작전을 피하고 싶어하고, 자기 군의 행동마저 의심스런 눈초리를 보내는군요.” 몽칼름도 오랜 포위로 인한 좌절을 표현했다. 그와 그의 부대원들은 옷을 입고, 군화를 신고 잠을 자며, 그의 말등에는 기습을 대비해서 항상 안장이 얹혀있다고 했다.
수 많은 해안 북부의 상륙 방안을 생각하고, 거절한 후에, 8월 말에 울프는 여단을 퀘벡 시내의 세인트 로렌스 강 상류에 상륙시키기로 결정을 내렸다. 성공하면 몽칼름을 끌어낼 수 있을 것이고, 세인트 로렌스 강 해안 북부의 영국군이 몬트리올로 가는 보급선을 차단할 수 있을 것이었다. 최초의 상륙 예정지로 제안된 곳은 세인트 로렌스 강 상류로 32km 지점으로 정해졌으며, 그곳은 프랑스 부대가 공격에 대비하여 1일 또는 2일에 프랑스 부대를 보낼 수 있는 장소였다. 몽모랑시 전투에서 영국군의 실패를 교훈삼아, 몽칼름은 배치를 변경하고, 부갱빌과 약 1,500명의 정규 부대, 200의 기병대, 누벨프랑스에서 징집한 3,000여명 모두를 이끌고 영국 선박이 올라갈 것을 감시하기 위해 상류의 캡-루즈에 파견한 것이다. 또한 몽모랑시 전투에서 영국이 포기하고 퇴각한 보포르의 해안 방어를 강화했다. 그는 보포르를 급습(양동작전)한다고 간주하고 대비를 했다. 민병대 지휘관이 영국군이 강을 거슬러 올라가 상륙할 가능성을 경고했음에도 불구하고, 몽칼름은 상류로 상륙할 가능성이 그다지 높지 않다고 보았다.
한편 영국군은 상류로 위험한 전개를 준비하고 있었다. 이미 부대는 상륙함을 승선하고 며칠 동안 세인트 로렌스 강을 오르락내리락 하고 있었다. 9월 12일, 울프는 결국 영국군이 란조-오-포울롱에 상륙한다는 결정을 내렸다. 랑세-오-포울롱은 도시 서쪽에 위치한 곳으로, 캅디아망에서 상류로 3km 지점에 있었다. 이곳은 고원이로 이어지는 53m의 높은 절벽 아래에 있었고, 대포로 보호를 받고 있었다. 울프가 포울롱을 선택한 이유에 대해서는 알려지 있지 않다. 당초 예정지는 영국군이 기지를 만들어 부갱빌 군을 타격하여 몽칼름을 평원으로 이끌어낼 수도 있을 위치였던 강의 훨씬 상류였다. 여단장 조지 타운센드는 “장군의 첩보에 따라, 상륙 예정지에 대한 생각을 장군이 바꿨다”고 기록했다. 울프의 마지막 편지가 된 HMS 서덜랜드에서 기록된 9월 12일 오후 8시 30분 날짜에는 이렇게 쓰여 있다.
| “ | 오늘 삼가 알리고자 한다. 내 의무는 프랑스군에 대한 공격이다. 내 지식과 능력의 범위 내에서 나는 대부분의 군과 함께 임무를 완수할 수 있는 상륙 지점을 선정했고, 아마도 성공 하리라 믿는다. 만약 내가 실수를 한다면, 그것은 유감일 것이며, 그 결과에 대해 국왕 폐하와 국민들에게 답할 수 있을 것이다. | ” |

울프의 공격 계획은 은밀성과 기습에 달려있었다. 이 계획을 위해, 몇몇 군인은 밤새 해안 북부에 상륙하여 높은 절벽을 올라, 작은 길을 확보하고, 그곳을 지키고 있던 주둔 부대를 정리하여 아군(5,000명)의 대부분이 길옆의 절벽을 올라가게 하여 고원 위에서 전투를 대비해 배치시켰다. 비록 첫 번째 부대가 임무에 성공하고, 그 병력이 따라 갈 수 있었지만, 그러한 배치는 여전히 자신의 군을 프랑스 방어선 내부에 들어가게 해서 강이 아니면, 즉각적인 퇴로도 확보하지 못하는 위험한 배치였다. 울프가 상륙 작전을 이런 형태로 변경한 것은 상륙의 은밀성을 확보하기 위한 것이라기보다는 부하인 여단 병사를 경시(상호적인 감정)한데 있었을 것이다. 게다가 그가 여전히 병의 휴유증으로 고통받고 있으며, 그가 진통제로 사용했던 아편의 영향일 수도 있었을 것이다. 앤더슨은 울프가 선봉대가 밀려날 것이며, 불명예스럽게 귀환하지 않고 당당하게 죽을 것을 예상하고 명령을 내렸다고 믿고 있다.

## 상륙

9월 12일 영국군의 상륙

캅-디아망과 캅-루즈 사이의 넓은 지역의 방어 임무를 맡은 부갱빌은 부대와 함께 9월 12일 밤 캅-루즈에서 세인트로렌스 강을 올라가고 있었다. 그리고 수많은 영국 선박이 하류로 이동하는 것을 보지 못했다. 프랑스 막사에는 부대장인 루이 듀퐁 뒤샹본 드 베르고가 이끄는 100명의 민병대가 있었고, 베르고는 쿨리 생-드니 강변에서 계곡으로 이어지는 란세-오-폴롱에 있는 좁은 길을 감시하는 역할을 맡았다. 이 인물은 4년 전, 보세주르 요새에서 영국군과 싸워 패배한 적이 있었다. 그러나 9월 12일 밤과 9월 13일 아침에, 시민군 병력은 겨우 40명 정도 밖에 남아 있지 않았고, 다른 사람은 모두 수확을 위해 집으로 돌아갔던 것이다. 보드레이유와 다른 이들은 란세-오-포울롱이 취약해질 것을 우려하고 있었지만, 몽칼름은 100명의 병력이면 낮까지 저지시킬 수 있다고 말하면서 그들을 무시했다. 덧붙여 다음과 같이 말했다. “적들은 양익이 있어서, 같은 날 밤에 강을 건너고, 배에서 내리고, 막힌 경사를 오르고, 벽을 기어오르고, 마지막 작전에서는 사다리를 운반해야 한다. 이렇게 할 수 없을 것이다.”
보초들은 그날 아침, 보트가 강을 따라 이동하는 것을 볼 수 있었지만, 베르고에게 알리지도 못하고 변경된 계획으로 그날밤 통과할 프랑스군의 보급함이 물자를 수송하는 것이라고 예상했다. 영국군 선봉 부대가 탄 보트가 검문을 받았을 때, 제78 프레이저 하이랜더스 소속의 프랑스어를 하는 장교인 프레이저 대위 또는 도널드 맥도널드 대위는 의심을 피해 유창한 프랑스어로 검문에 응했다. 그러나 보트는 기지로 통하는 길목에 상륙하지 못하고, 경로를 약간 벗어나 표류하게 되었다. 많은 병사들은 기지의 경사로에 상륙을 했다. 윌리엄 하우 대령이 이끄는 24명의 자원병은 착검을 한 채 길을 따라 배치되어 있는 감시병을 제거하러 파견되었다. 그리고 경사를 올라 뒤쪽에서 베고르의 진지로 다가가 빠르게 점령하기 위한 계책이었다. 울프는 1시간 후 평원으로 올라가는 쉬운 길을 사용할 수 있게 되었을 때 뒤를 따랐다. 그리하여 아브라함 평원에 해가 뜰 무렵에는 울프의 영국군은 절벽의 평원에 탄탄한 교두보를 마련했다.

## 전투

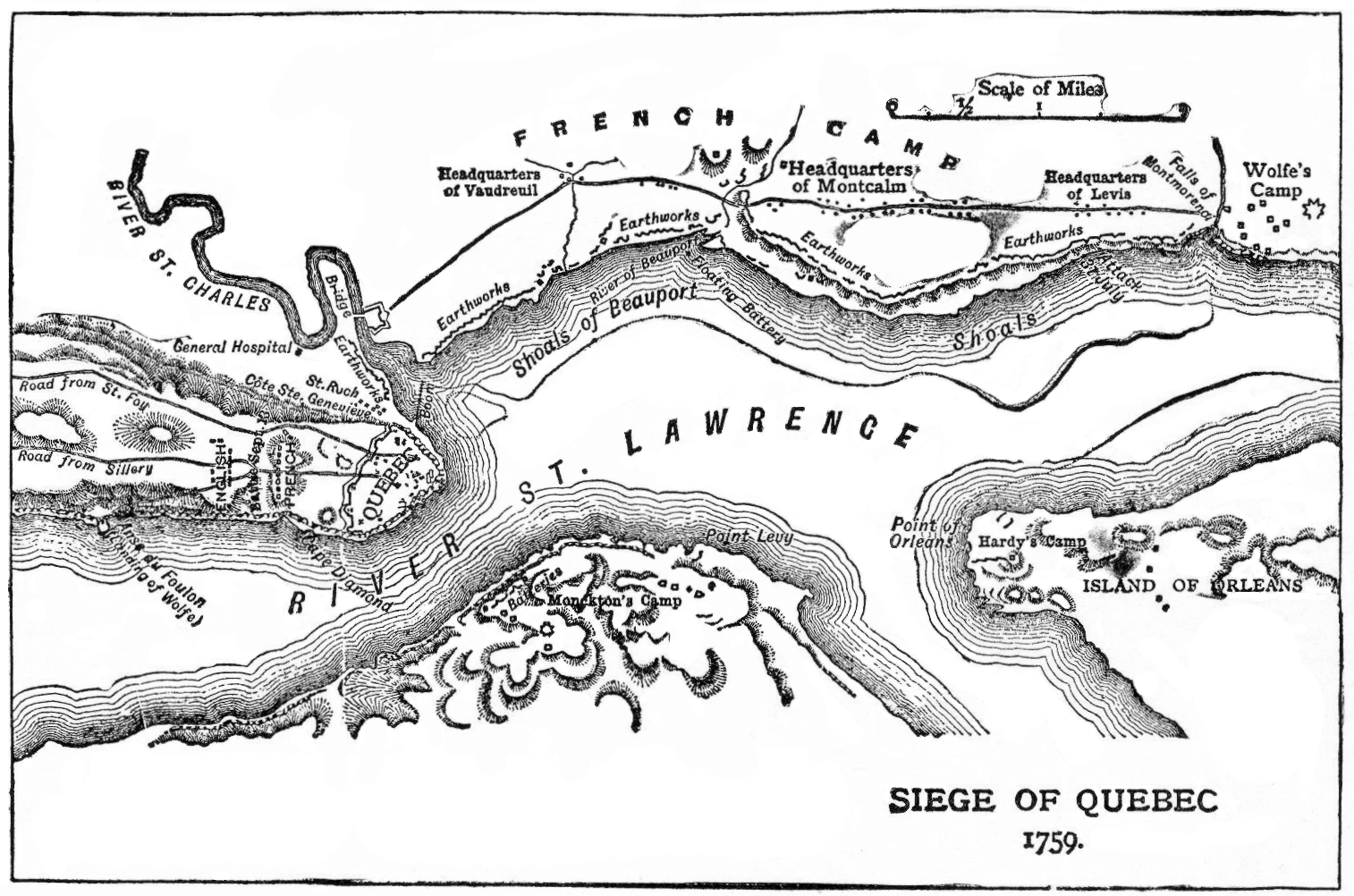
퀘벡 시 지역의 지도

평원은 베르고 막사 이외는 무방비였고, 보드레이유는 상륙 직전에 프랑스군 한 부대에게 퀘벡의 동쪽으로 이동하도록 명령을 내렸다. 프랑스군이 방어하는 인원수가 좀 더 많았다면, 영국군의 병력 전개는 불가능했을 것이며, 후퇴시켜야 했을 수도 있었을 것이다. 장교가 절벽 아래를 밤새 정기적으로 순찰하고 있었지만, 12일 밤에는 그것이 불가능했다. 그의 말 중 한 마리가 도난당했고, 다른 두 마리도 다리를 절었던 것이다. 영국군의 상륙을 제일 먼저 알린 것은 베르고 막사로 달려온 전령이었지만, 몽칼름의 보좌관 중 한명은 전령이 미쳤다고 생각하고 쫓아 보내고, 다시 잠을 청했다. 손더스 제독은 몽모랑시에서 떨어진 곳에 양동 작전을 계획하고, 강변의 포대에 야음을 타서 포격을 가했으며, 야전병원에 있던 상당수 병사들을 데려와 보트에 병력을 실어 날랐다. 이것이 몽칼름에게 선수를 뺏은 것이다.
몽칼름은 영국군의 병력 전개를 알고서 어리둥절했다. 그리고 그의 반응은 경솔하다고 간주되었다. 부갱빌의 증원 부대를 기다리거나(영국군 진지에 대한 전후방 동시 공격을 허용), 병력을 재정비하기 위해 교전을 회피하거나, 심지어는 울프의 군대에게 도시를 내어줬어야 했다. 그는 대신 울프의 군대에 직접 맞대결을 선택했다. 그가 좀 더 기다렸다면, 영국군은 완전히 고립되어 포울롱으로 밖에 퇴각할 길이 없었을 것이며, 게다가 프랑스가 전면 공격을 퍼부을 수 있었을 것이다. 몽벨리아르라는 포병 장교에게 몽칼름은 자신의 결정을 이렇게 설명했다. “군사 행동은 피할 수 없다. 적은 참호를 파고 기다리고 있으며, 대포도 2문을 가지고 있다. 적에게 시간을 주면, 우리가 가지고 있는 병력으로는 그들을 공격할 수 없게 될 것이다.”

### 첫 번째 교전

전투의 첫 단계

몽칼름은 전체 13,390명의 정규군과 해병, 그리고 퀘벡과 보포르 해안을 따라 징병할 수 있는 민병대, 그 외에도 200명 기병, 200개의 대포(퀘벡의 대포를 포함), 300명의 원주민 병사(샤를 드랑글라드의 휘하의 오타와 족 포함), 140명의 아카디아 민병대의 병력을 가지고 있었다. 그러나 그들 대부분은 실전을 경험한 적이 없었다. 대부분의 의용병들이 전쟁 미경험자였던 것이다. 아카디아 병력, 캐나다 병력, 그리고 원주민의 비정규병은 게릴라전 쪽에 더 익숙했다. 그것과는 반대로, 영국군 7,700명 대부분은 정규군이었다.
9월 13일 아침, 영국군은 세인트로렌스 강을 배경으로 1열로 정렬했다. 그리고 오른쪽으로 세인트로렌스 강을 따라 절벽 옆으로 붙어 평원을 가로질러 펼쳤다. 왼쪽으로는 절벽 옆으로 세인트찰스 강 상단의 깊은 숲이 평원 가득 있었다. 반면 프랑스 정규군은 뷰포르와 퀘벡에서 접근하고 있었고, 캐나다 민병대와 원주민 저격병들은 영국군 좌익에서 나무와 덤불에 은신하여 교전을 벌였다. 민병대는 전투 내내 그 위치를 고수하고 있었고, 전체 후퇴를 하는 동안 이 선에서 물러나 결국 세인트 찰스 강역을 고수했다.
영국군 중에서 약 3,300여명이 대초원을 가로질러 뻗어 있는 얕은 편자 모양으로 포진했으며, 주력 총병대는 대략 1km로 길게 포진했다. 북쪽을 향해 두개의 대대가 배치되어 왼쪽 측면을 엄호했고, 추가로 두 개 대대가 예비군을 형성했다.평원 전체를 커버하기 위해, 울프는 기존의 3열 방식 보다는 병사들을 2열로 배열해야 했다. 좌익에서는 타운센드 휘하의 연대들이 덤불 속에서 있는 민병대와 총격전을 벌여 몇 채의 집과 방앗간을 점령해 전선을 고정시켰다. 프랑스군은 영국군을 집 한 채에서는 몰아냈지만, 격퇴당하고, 후퇴할 때 가옥 몇 채에 불을 붙여 영국군의 손에 들어가지 못하게 했다. 그 결과, 이 화재로 인한 연기가 영국군 좌익을 은폐시켰고, 이것이 몽칼름에게 영국의 포진을 혼란하게 했을 것이다. 영국군 병사들은 프랑스군을 기다렸고, 격렬한 화재로 인해 울프는 병사들에게 크게 자란 잔디와 관목 숲 사이에 엎드리도록 지시했다.

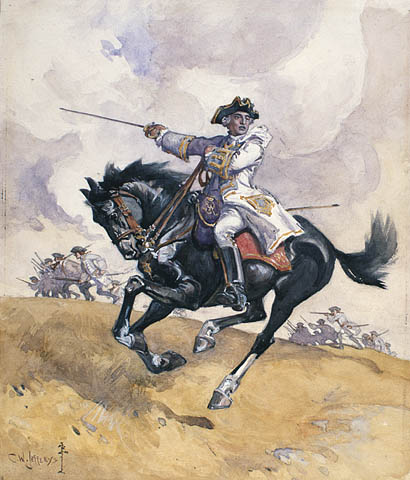
부대를 이끌고 전장으로 뛰어드는 몽칼름 장군, 수채화 찰스 윌리엄 제프리즈 (1869–1951)

프랑스 군대가 보포르에서 도착했을 때, 전장에 있었던 몇 안 되는 기마병 중의 하나인 몽칼름은 급습만이 그들의 위치에서 영국군을 물리칠 수 있는 유일한 방법이라고 결단정했다. 그에 따라 몽칼름은 즉시 퀘벡 인근에서 징집한 병력을 배치하고, 보포트 해안으로부터 오고 있는 증원군을 기다리지 않고 즉각적인 공격을 준비했다. 약 3,500명의 병력을 자리 잡게 하고, 최정예 정규군을 3열로, 다른 병사는 6열로 그리고 가장 취약한 연대는 종대로 포진했다. 오전 10시로 접어들 무렵 몽칼름은 검은 말에 올라타고 검을 뽑아 휘두르며 병사들의 사기를 고취시키며, 영국군 대열에 총진격을 명령했다.
유럽에서 교육을 받은 군 지도자였기 때문에, 몽칼름이 가진 전쟁관은 스케일이 큰 무대 장치의 일부와 같은 것으로, 연대와 병력이 정확한 명령에 따라 움직인다는 것이었다. 그러한 군사 행동은 잘 훈련된 군대를 필요로 했다. 연병장에서 1년 반 동안 열심히 훈련을 소화하며, 제 시간에 행진하도록 교육을 받고, 한마디에 진형을 바꾸고, 총검 돌격과 머스킷 사격에 직면해도 응집력을 유지해야 했다. 비록 그의 프랑스 본국 군대는 그런 형식적인 전투에 숙련되어 있었지만, 병력들 중에는 그다지 군사 경험이 없는 민병대가 많아졌고, 그들의 재능은 숲 속의 게릴라전에서나 발휘되는 것이었다. 그들은 명령보다 빨리 사격을 했고, 재장전을 할 때는 바닥에 총알을 떨어뜨렸다. 그리하여 좁은 곳에서의 집중 사격에는 부적합했다.

### 평원 전투

퇴각하는 프랑스군

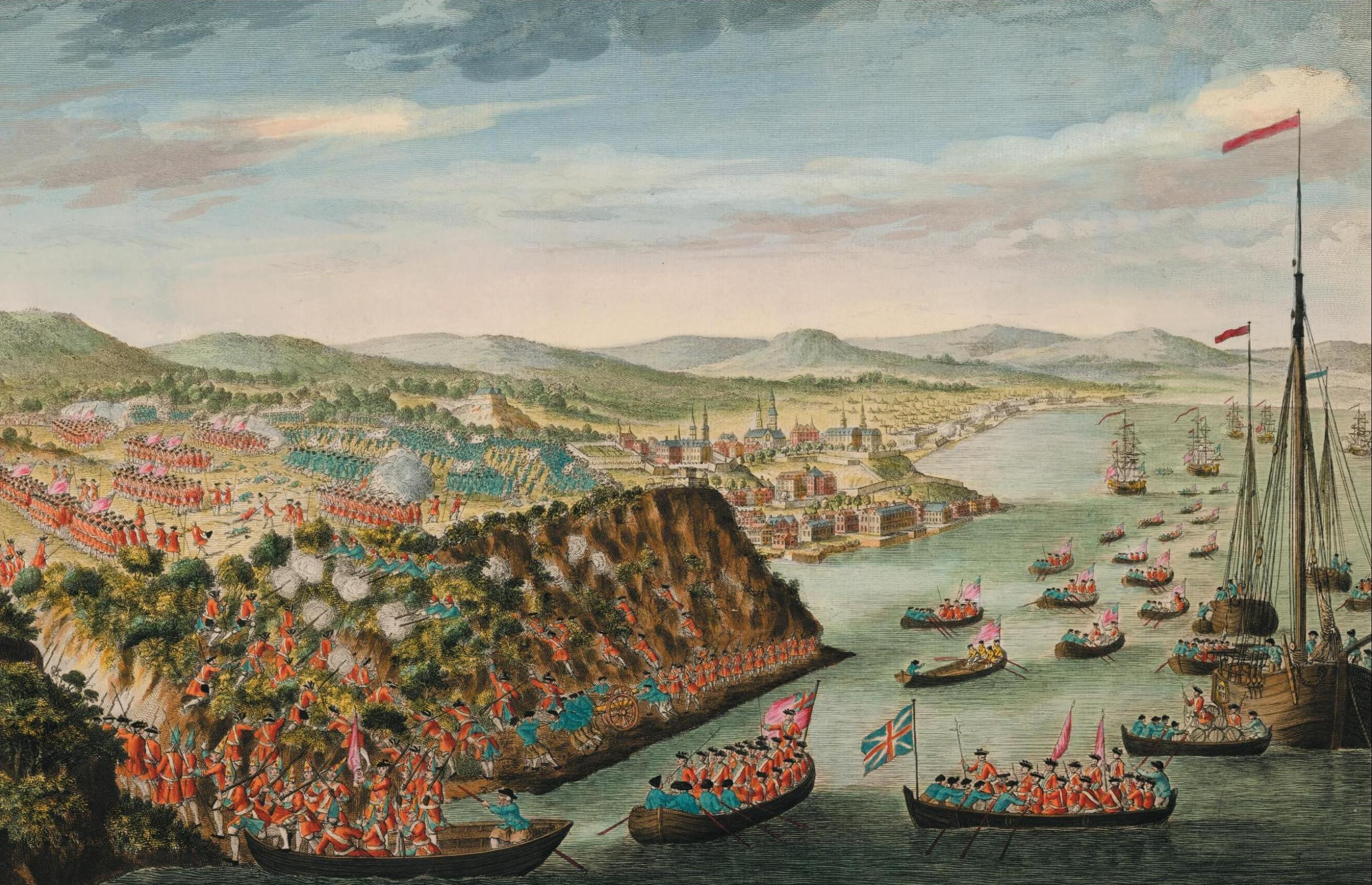
울프의 병력의 쉬운 등반을 묘사하는 울프군 소속 병사의 그림

프랑스군이 접근함에 따라 영국군은 총을 장전했다. 울프는 1755년에 전진 해오는 프랑스군을 잡을 사격법을 고안해 냈다. 이 방법은 중심이 있어야 하며 이곳에서는 제43 보병연대와 제 47 보병연대가 총을 장전한 채 전진해 오는 적군의 27m 이내에 들어올 동안 기다렸다가 좁은 범위에서 발사하는 것이다.
프랑스군이 총을 장전하고, 양군은 몇 분 동안 그대로 대기했다. 프랑스군은 마침내 두 번의 무질서한 사격을 했다. 울프는 교전을 대비해 병사들에게 각각 2발의 탄환을 쏘도록 명령했다. 제43연대의 부대장 존 녹스는 그의 일기에 “프랑스군이 사거리에 들어 왔을 때, 영국 연대는 매우 침착하게 있었고 놀라울 정도로 가까운 거리에서 격렬한 사격을 했다. 이런 공격을 본 것은 처음이다”라고 적었다. 최초의 일제 사격 후, 영국군 전열은 충격에 빠진 프랑스군 쪽으로 몇 걸음 전진하여, 프랑스군을 흩어서 퇴각하게 만든 두 번째 전면 사격을 했다.
제28보병연대와 루이부르 척탄병들과 포진을 한 울프는 전황을 관찰하기 위해 언덕 쪽으로 이동했다. 전투가 시작했을 무렵에 손목에 부상을 당했지만, 응급처치를 하고 지휘를 계속했다. 언덕을 방어하는 임무를 받은 루이부르 척탄병인 의용병 제임스 헨더슨은 이후 다음과 같이 보고를 했다. “사격 명령을 내린 순간 울프 장군은 2발의 총알을 맞았습니다. 하나는 하복부에, 다른 하나는 가슴에 맞아 이것이 치명상이 되었습니다.” 녹스는 다음과 같이 기록하고 있다. 울프의 근처에 있던 병사가 “적들이 도망갑니다!”라고 외쳤다. 땅에 쓰러진 울프는 눈을 뜨고 누가 도망가고 있냐고 물었다. 프랑스가 후퇴하고 있다는 말을 듣자마자, 그는 몇 가지 명령을 내렸으며, 녹스 쪽으로 몸을 틀어 “이제, 주님을 찬양하라. 나는 이제 평화롭게 죽을 것이다”라고 말하고 숨을 거뒀다.
울프의 죽음과 몇몇 핵심 장교의 부상으로, 퇴각하는 프랑스군을 추적하던 영국군의 발걸음은 무질서해졌다. 제임스 머리 여단장이 지휘하던 제 78 프레이저 하이랜더스 보병연대는 칼을 빼들고 프랑스군을 추적하라는 명령을 받았지만, 퀘벡 근처의 부유 포대에서 발사한 빗발치는 포격을 받았다. 이 대포는 세인트 로렌스 강 다리 너머로 사정거리가 미쳤고, 숲속에 남아 있던 민병대도 영국군을 저지하려 했다. 제78 보병연대는 이 전쟁에서 영국군 중 가장 많은 부상자를 내게 되었다.
제78 하이랜더스를 지켜본 목격자는 전투가 끝나고 3일 후에 다음과 같이 썼다.
하이랜더스는 검을 뽑아 요새의 입구까지 민병대를 쫓아갔다. 그리고 본대 쪽으로 돌아와 합류했다. 하이랜더스가 집결했을 때, 작은 마을과 덤불 속에 있던 대규모의 캐나다 민병대들이 측면에서 우리를 개별적으로 공격했다. 이날은 하루 종일 적의 퇴각이 있었지만, 여기에 와서 우리는 많은 장교와 사병을 잃었다. 그러나 결국은 적들의 대포 사정거리 이내로 내쫓았다. 그 대포로 인해 우리도 큰 손실을 입었다.
타운센드가 영국군을 맡게 되었고, 부갱빌의 부대가 영국군의 뒤에서 다가오고 있는 것을 깨달았다. 캅-루즈에서 도착하는 데 시간이 걸렸던 것이다. 그는 재빨리 전장에서 혼란에 빠진 부대를 수습하여 2개 대대를 구성하여, 다가오고 있는 프랑스군과 대치를 시켜 하루를 버는 책략을 썼다. 충분한 휴식을 취해 준비된 상대를 공격하는 대신 부갱빌은 후퇴 명령을 내렸다. 몽칼름 부대의 남은 병력은 세인트 찰스 강까지 물러나 있었다.
후퇴를 하는 동안, 말을 탄 몽칼름은 영국군 대포가 쏜 산탄 또는 머스킷에 맞아 하복부와 허벅지에 부상을 당했다. 그래도 겨우 퀘벡까지 돌아갈 수 있었지만, 그의 상처는 치명적이었고, 다음날 아침에 사망했다. 그는 영국군인의 포탄에 의해 우슬린 예배당의 바닥에 패여진 포탄 구덩이에 묻혔다. 이 전투는 쌍방의 비슷한 수의 사상자를 냈다. 프랑스군은 644명이 전사하거나 다쳤으며, 영국군은 658명이 죽거나 다쳤다.

## 결과 및 영향

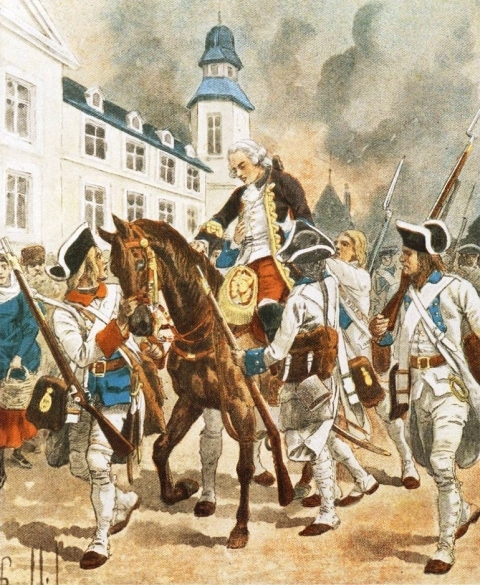
아브라함 평원에서 치명상을 입은 몽칼름은 퀘벡으로 후송되었다. 루이 봄블레, 수채화 (1862–1927)

전투 직후 프랑스군은 혼란스러워했다. 총독인 보드레이유는 이후에 프랑스 정부에 서한을 보내 패배에 대한 비난을 죽은 몽칼름에게 모두 돌렸다. 보드레이유는 퀘벡과 보포르 해안을 포기하고, 군대를 서쪽으로 이동시켜 보갱빌과 합류시켰으며, 람제이에게 지휘권을 주어 퀘벡의 주둔지를 떠나게 했다.
한편, 영국군은 처음에는 타운센드가 사령관을 맡았고, 이후 머리가 책임을 맡게 되었고, 손더스의 함대와 함께 도시를 포위하기 위해 정착을 했다. 몇 일이 지나, 9월 18일, 람제이, 타운센드 그리고 손더스는 퀘벡 항복 문서에 서명을 하고, 영국군에게 통제권을 넘겼다. 잔류한 프랑스 군은 도시의 서쪽 자크카르티에 강에 진을 세웠다. 영국 해군은 퀘벡을 점령된 직후 유빙에 갖히지 않기 위해 세인트 로렌스 강을 떠날 수 밖에 없었다.
이듬해 4월, 강의 얼음이 녹기 전에, 몽칼름의 뒤를 이어 프랑스군 사령관을 승계한 세발리에 드 레비는 7,000명의 병력을 이끌고 퀘벡으로 진군했다. 영국군 사령관 제임스 머리는 지독한 겨울을 경험했고, 괴혈병으로 인해 주둔군은 4,000명으로 줄어 있었다. 1760년 4월 28일, 레비 백작의 군대는 도시의 바로 서쪽 (현재 라발 대학교 부지)에서 벌어진 생트푸아 전투에서 영국군과 대결하여 완승을 거두었다. 이 전투는 전년의 아브라함 평원 전투보다 더 살벌하게 전개되었으며, 사상자는 프랑스군이 850명, 영국군이 1100명에 달했다. 영국군은 전투에서 패배했지만, 퀘벡 성벽 내부로 퇴각할 수 있었고, 그곳은 이제 포위되어 있었다. 프랑스군은 대포와 탄약이 부족했고, 영국군은 요새를 강화했다. 그것은 프랑스군이 퀘벡을 점령할 수 없음을 의미했다. 양측은 유럽에서 증원군이 오기만을 기다리고 있었다. 5월 중순 최초로 도착한 배는 레비의 지원 선박을 격파하고 도착한 영국군 함대의 일부였다. 프랑스 연안의 키브롱만 해전으로 영국이 결정적인 승리를 굳히며, 누벨프랑스에서도 프랑스의 열세는 결정되었다. 이 전투에서 영국 해군은 프랑스 함대를 전멸시켰다. 이것은 프랑스가 누벨프랑스를 구하기 위해 예비군을 보낼 수 없다는 것을 의미하는 것이었다. 1760년 봄에 프랑스군의 퀘벡 공세의 성공은 새로운 군대와 보급품과 함께 프랑스 함대의 파견에 의존한 것이었다. 9월 몬트리올에서, 레비와 2,000명의 군대는 17,000명의 영국군과 미국 군대와 직면했다. 1760년 9월 8일 프랑스는 항복했고, 영국은 몬트리올을 점령했다. 〈파리 조약〉은 1763년에 체결되어 전쟁을 종식시켰고, 미시시피강과 애팔래치아산맥 사이에 있는 캐나다와 프랑스령 루이지애나 동부를 포함한, 프랑스의 일부 영토를 그레이트 브리튼 왕국에 양도했다.

## 평원의 유산

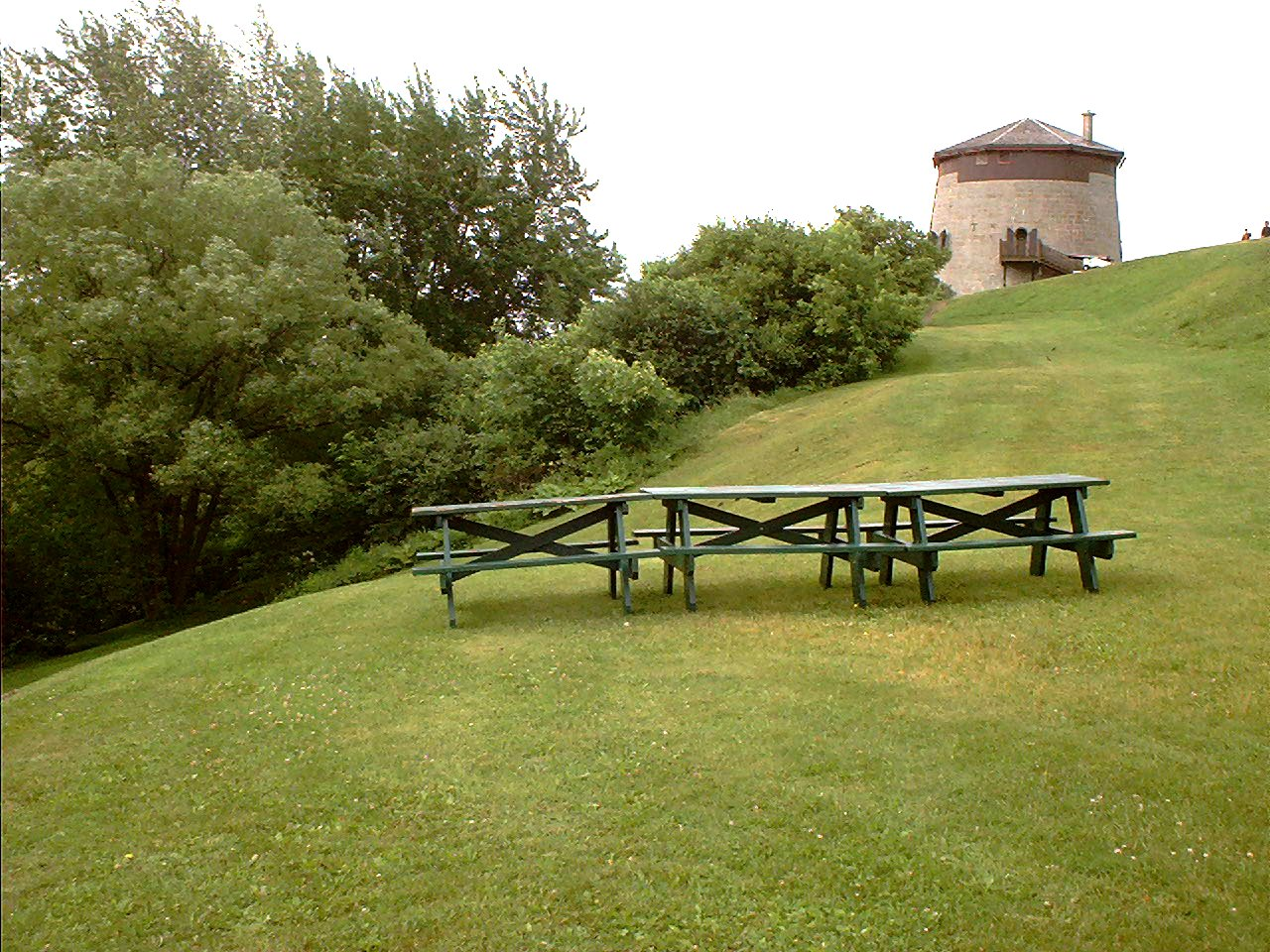
마텔로 탑 (영국군이 1808–1812년 건설) 퀘벡 시 배틀필즈 파크

현재 윌리엄 하우의 병사들이 전투 당일 아침에 기어올라 간 절벽 아래의 물가는 공업용지가 되었고, 아브라함 평원 자체는 캐나다의 국립 도시 공원으로 보존되고 있다. 생트푸아 전투가 벌어졌던 전장터에는 기념비가 세워져 있다.
1908년 퀘벡 식민지 300주년을 기념하여 울프 - 몽칼름 두 장군을 기념하는 기념우표가 캐나다에서 발매되었다.
2009년, 아브라함 전투 250주년을 기념하여 많은 활동들이 제안되었다. 아브라함 평원 전투와 생트푸아 전투의 재현도 제안되었으나, 공공질서를 위협할 수 있다는 이유로 무산되었다. 일부 퀘벡 독립을 주장하는 단체들이 그 사건을 재현한다면 폭력사태가 있을 수도 있다는 발언을 함으로써 직간접적인 위협을 했다. 이런 재현 반대 단체들의 운동과 폭력에 대한 경고로 인해 국립 배틀필즈 위원회는 그 행사를 취소했다.
250주년 기념행사에 제안된 또 다른 기념행사로는 뮬랭 아 파롤(moulin à paroles)이 있었다. 수천명의 사람들이 1970년 의 FLQ 매니페스토를 포함하여 퀘벡 역사에서 중요한 140개의 텍스트를 낭송하기 위해 에이브러햄 평원에 모였다. 그 문서를 이벤트에 포함시키자 연방주의 정치인들로부터 비난과 보이콧이 일어났고, 그 이벤트에 지원되는 정부 지원금의 일부 철회로 이어졌다. 뮬랭 아 파롤은 아무런 사건사고도 일어나지 않고 진행되었다.
퀘벡 옛 시가지에서 건축을 하던 중, 포탄이 발견되었는데, 포위를 하고 있던 당시에 발사된 것으로 추정되고 있다.

## 같이 보기
- 에이브러햄 평원
- 울프-몽칼름 기념비

## 참고 문헌
- Anderson, Fred (2000), 《Crucible of War: The Seven Years’ War and the Fate of Empire in British North America, 1754–1766》, 뉴욕: Alfred A. Knopf, ISBN 0-375-40642-5
- Borneman, Walter R. (2007), 《The French and Indian War》, Rutgers, ISBN 978-0-06-076185-1, 2011년 7월 27일에 원본 문서에서 보존된 문서, 2018년 3월 10일에 확인함
- Casgrain, H. R. (1964), 《Wolfe And Montcalm》, 토론토: 토론토 대학교 출판부, ISBN 978-1-4179-3893-3
- Chartrand, Rene (1999), 《Quebec 1759》, Oxford: Osprey Publishing, ISBN 1-85532-847-X
- Eccles, W. J. (1969), 《The Canadian Frontier, 1534–1760》, 뉴욕: Holt, Rinehart and Winston, ISBN 0-03-076540-4
- Eccles, W. J. (1972), 《France in America》, 뉴욕: Harper & Row, ISBN 978-0-0601-1152-6
- Eccles, W. J. (1994), 〈The Preemptive Conquest, 1749–1763〉,   Francis, R. Douglas; Smith, Donald B., 《Readings in Canadian History: Pre-Confederation》 4판, 토론토: Harcourt Brace and Company, 180쪽
- Francis, R. Douglas & Smith, Donald B. (1998), 《Readings in Canadian History, Pre-Confederation》, 토론토: Harcourt-Brace Canada, ISBN 0-7747-3546-5
- Francis, R. Douglas; Jones, Richard & Smith, Donald B. (2000), 《Origins: Canadian History to Confederation》, 토론토: Harcourt Canada, ISBN 0-7747-3664-X
- Frégault, Guy (1969), 《Canada: The War of the Conquest》, 토론토: 옥스포드 대학교 출판부, OCLC 60356[깨진 링크] (Trans. by Margaret M. Cameron)
- Harris, R. Cole, 편집. (1987), 《Historical Atlas of Canada, Volume I: From the Beginning to 1800》, 토론토: 토론토 대학교 출판부, ISBN 0-8020-2495-5
- Hayes, Derek (2002), 《Historical Atlas of Canada》, 뱅쿠버: Douglas & McIntyre, ISBN 1-55054-918-9
- Hibbert, Christopher (1959), 《Wolfe At Quebec》, 뉴욕: The World Publishing Company
- Kennett, Lee (1986), 《The French Armies in the Seven Years' War: A Study in Military Organization and Administration》, 더햄: 듀크 대학교 출판부, ISBN 0-8223-0737-5
- Lloyd, Christopher (1959), 《The Capture of Quebec》, 런던: B.T. Batsford
- MacLeod, Peter (2008), 《Vérité sur les plaines d'Abraham》, Les éditions de l'Homme, ISBN 978-2-7619-2575-4 (영어판 ISBN 978-1-55365-412-4) Vérité sur la bataille des plaines d'abraham[깨진 링크]
- Parkman, Francis (1884), 《Montcalm and Wolfe》, 보스턴: Little, Brown and Company, OCLC 608153555
- Reid, Stuart (2003), 《Quebec 1759: The Battle That Won Canada》, Oxford: Osprey Publishing, ISBN 1-85532-605-1
- Stacey, C. P. (1959), 《Quebec 1759: The Siege and The Battle》, 토론토: The Macmillan Company of Canada, 2011년 6월 28일에 원본 문서에서 보존된 문서, 2018년 3월 10일에 확인함
- Zuehlke, Mark (2001), 《The Canadian military atlas: the Nation's battlefields from the French and Indian Wars to Kosovo》, 토론토: Stoddart Publishing, ISBN 0-7737-3289-6